# Marcel Mocœur
Marcel Mocœur est un homme politique français, né le 18 février 1927 à Bellac et mort le 23 juin 2005 à Limoges. 
Il est député de la troisième circonscription de la Haute-Vienne durant la VIIe législature (1981-1986) et la IXe législature (1988-1993). Il est également le maire de Saint-Sornin-Leulac (de 1965 à 1971), puis de Châteauponsac (de 1971 à 1989). Il fait partie du groupe socialiste.